# Oswaldtwistle
Oswaldtwistle è un paese di 11.803 abitanti del Lancashire, in Inghilterra.

## Amministrazione

### Gemellaggi
- Falkenberg, Svezia